# The Andorra Hustle
Pour plus de détails, voir Fiche technique et Distribution.
The Andorra Hustle est un film documentaire américain de 2020, traitant de la fermeture en 2015 de la Banca Privada d'Andorra pour des allégations de blanchiment d'argent sous l'influence des gouvernements américain, andorran, espagnol, et de l'impact de cette fermeture sur le mouvement indépendantiste catalan.
Le documentaire a été produit entre mars 2019 et août 2020 et diffusé pour la première fois le 27 août 2020 sur la plateforme Amazon Prime.